# Love's Theme
Love's Theme é uma peça instrumental composta pela orquestra de Barry White, Love Unlimited Orchestra e lançada em 1973. A obra foi uma das poucas canções instrumentais a alcançarem a tabela musical Hot 100 da revista Billboard nos Estados Unidos, tendo sido incluída no álbum Under the Influence of Love Unlimited (versão com vocais da Love Unlimited Orchestra) e Rhapsody in White.
A gravação (com uma grande orquestra, guitarras modificadas e maior ritmo) foi considerada uma influência para a música disco, que aumentaria popularidade no ano seguinte, também tendo sido popular na tabela Hot Adult Contemporary Tracks (permanecendo por duas semanas na 1ª colocação).
Em 2003, foi utilizada como tema de abertura de Celebridade, exibida pela TV Globo em 2003.

## Regravações
Love's Theme foi gravada pela primeira vez com vocais (com letra escrita por Aaron Schroeder) em versões de artistas como Love Unlimited (em seu álbum In Heat de 1974), Julio Iglesias e Andy Williams.
Em maio de 1993, Orchestral Manoeuvres in the Dark lançou seu single Dream of Me (do álbum Liberator, lançado no mesmo ano) em que interpretavam canção própria, mas utilizando uma amostra dessa composição de Barry White; o single alcançou a posição #24 na UK Singles Chart e os créditos foram dados a Barry White.
Love's Theme foi também regravada pelo trompetista Rick Braun e pelo guitarrista Chuck Loeb .